# LST-472 (戦車揚陸艦)
LST-472 (USS LST-472) は、アメリカ海軍の戦車揚陸艦。LST-1級戦車揚陸艦の1隻。

## 艦歴
LST-472は1942年10月31日にワシントン州バンクーバーのカイザー社で起工する。1942年12月7日にフランク・C・ハントゥーン夫人によって進水し、1943年3月13日に就役した。
第二次世界大戦の間、LST-472はアジア-太平洋戦線に配備され、以下の作戦に参加した。
- ソロモン諸島南部の強化（1943年6月）
- ニュージョージア島・レンドバ島・ヴァングヌ島占領（1943年7月）
- タロキナ岬占領と防衛（1943年11月から12月）
- グリーン諸島上陸（1944年2月）
- ホーランジア作戦（1944年4月）
- トエム・ワクデ・サルミ地域の作戦（1944年5月）
- ビアク島作戦（1944年6月）
- ナムフォア島作戦（1944年7月）
- サンサポール岬作戦（1944年8月）
- モロタイ島上陸（1944年9月）
- ミンドロ島上陸（1944年12月）

1944年12月21日、ミンドロ島沖での戦闘で特攻機の攻撃を受け沈没。1945年1月19日に除籍された。
LST-472は第二次世界大戦の戦功で6個の従軍星章と1個の海軍殊勲部隊章を受章した。

## 参照
- この記事はアメリカ合衆国政府の著作物であるDictionary of American Naval Fighting Shipsに由来する文章を含んでいます。
- “LST-472”. Dictionary of American Naval Fighting Ships. 2007年6月26日閲覧。
- “LST-472”. Amphibious Photo Archive. 2007年6月26日閲覧。